# Ciudad Cortés
Ciudad Cortés är en ort i Costa Rica.   Den ligger i provinsen Puntarenas, i den södra delen av landet, 120 km sydost om huvudstaden San José. Ciudad Cortés ligger 10 meter över havet och antalet invånare är 3 850.
Terrängen runt Ciudad Cortés är varierad. Runt Ciudad Cortés är det glesbefolkat, med 12 invånare per kvadratkilometer. Det finns inga andra samhällen i närheten. Omgivningarna runt Ciudad Cortés är en mosaik av jordbruksmark och naturlig växtlighet.